# Materada
Materada je naselje u Republici Hrvatskoj, u sastavu grada Umaga, Istarska županija. 

## Stanovništvo
Prema popisu stanovništva iz 2001. godine, naselje je imalo 129 stanovnika te 52 obiteljskih kućanstava.

Prema popisu stanovništva 2011. godine naselje je imalo 139 stanovnika.
| broj stanovnika | 518   | 553   | 182   | 265   | 222   | 297   | 1173  | 1169  | 252   | 200   | 186   | 130   | 125   | 124   | 129   | 139   | 153   |
|                 | 1857. | 1869. | 1880. | 1890. | 1900. | 1910. | 1921. | 1931. | 1948. | 1953. | 1961. | 1971. | 1981. | 1991. | 2001. | 2011. | 2021. |